# Herrmann Julius Meyer

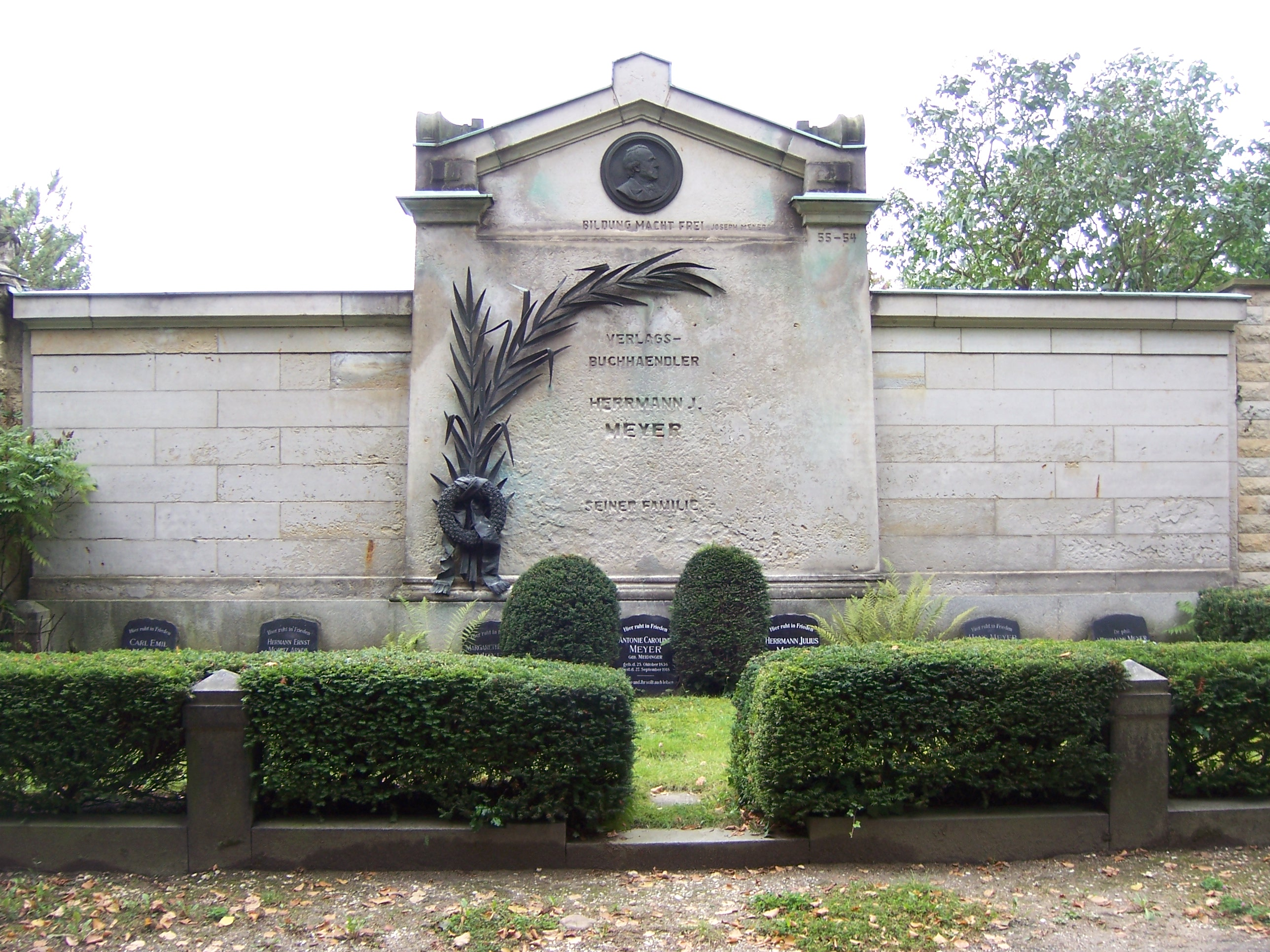
Síremléke Lipcsében

Hermann Julius Meyer (Gotha, 1826. április 4. – Lipcse, 1909. március 12.) német könyvkiadó, Joseph Meyer könyvkiadó fia, Hans Meyer utazó apja.

## Élete
Gimnáziumi tanulmányait elvégezve, apja üzletébe lépett. Mivel az 1848-iki mozgalmakban részt vett, 1849-ben kivándorolt Amerikába, ahol apja üzletének New York-i fiókját vezette. 1856-ban visszatérve, átvette a Bibliographisches Institut igazgatását, melyet 1874-ben Hildburghausenből Lipcsébe helyezett át. 1885-ben az üzlet vezetésétől visszavonult s 1888-ban az Olcsó lakásokat építő szövetkezetet alapította 2 millió márka tőkével, melyből 1894-ben 39 lakóház összesen 400 családi lakással épült; e telepen volt közkönyvtár, fürdő, gyermekkert, iskola, lacikonyha, fogyasztási egyesület stb. és a modern igényeknek teljesen megfelelt; a befektetett tőke 3%-ot jövedelmezett, melyet a törzsvagyon növelésére a tőkéhez csatoltak.